# Seleção São-Vicentina de Futebol
A Seleção São-Vicentina de Futebol representa São Vicente e Granadinas nas competições de futebol da FIFA.
Seu primeiro jogo oficial foi contra Barbados, em setembro de 1936, e terminou com empate por 1 a 1. A maior vitória da seleção foi um 11 a 0 sobre Montserrat, em maio de 1995, enquanto a maior goleada sofrida foi um 11 a 0 a favor do México, em 1992..
Nunca participou de uma Copa do Mundo, mas disputou uma edição da Copa Ouro da CONCACAF, em 1996, quando caiu na primeira fase. Seu melhor desempenho foi na Copa do Caribe de 1995, quando o time foi vice-campeão, perdendo para Trinidad e Tobago.

## Desempenho em competições

### Copa do Mundo
- 1930 a 1990 – não entrou
- 1994 a 2022 – não se qualificou

## Campeonato da CONCACAF
- 1991 – não entrou
- 1993 – não se qualificou
- 1996 – primeira fase
- 1998 a 2002 – não se qualificou
- 2003 – não entrou
- 2005 a 2013 – não se qualificou
- 2015 – não se qualificou
- 2017 a 2023 – não se qualificou

## Recordes
21 de novembro de 2023
Jogadores em negrito ainda em atividade pela Seleção São-Vicentina.
| #  | Jogador           | Partidas | Gols | Em atividade |
| -- | ----------------- | -------- | ---- | ------------ |
| 1  | Cornelius Stewart | 68       | 23   | 2007–        |
| 2  | Dorren Hamlet     | 65       | 2    | 2008–        |
| 3  | Shandel Samuel    | 63       | 32   | 2001–2016    |
| 3  | Kendall Velox     | 63       | 15   | 1992–2008    |
| 5  | Roy Richards      | 59       | 1    | 2008–2016    |
| 6  | Melvin Andrews    | 58       | 0    | 1996–2008    |
| 6  | Myron Samuel      | 58       | 23   | 2008–2018    |
| 8  | Nazir McBurnette  | 56       | 5    | 2011–        |
| 9  | Emerald George    | 52       | 5    | 2007–2016    |
| 10 | Kevin Francis     | 44       | 2    | 2014–        |

| # | Jogador           | Gols | Partidas | Média por jogo | Em atividade |
| - | ----------------- | ---- | -------- | -------------- | ------------ |
| 1 | Shandel Samuel    | 32   | 63       | 0.52           | 2001–2016    |
| 2 | Rodney Jack       | 24   | 36       | 0.67           | 1992–2004    |
| 3 | Myron Samuel      | 23   | 58       | 0.4            | 2008–2018    |
| 3 | Cornelius Stewart | 23   | 68       | 0.34           | 2007–        |
| 5 | Oalex Anderson    | 18   | 38       | 0.47           | 2014–        |
| 6 | Alwyn Guy         | 16   | 39       | 0.41           | 1996–2008    |
| 7 | Kendall Velox     | 15   | 63       | 0.24           | 1992–2008    |
| 8 | Chavel Cunningham | 12   | 28       | 0.43           | 2015–        |
| 9 | Andre Hinds       | 11   | 11       | 1              | 1995–1996    |
| 9 | Renson Haynes     | 11   | 18       | 0.61           | 2001–2006    |